# Rocambola (Película)

## Sinopsis
Dante (Jan Cornet), un ladrón muy meticuloso y selectivo que sobrevive a base de pequeños trabajos decide entrar a robar una casa en los alrededores de Cuenca. Sin embargo, la casa no está tan abandonada como parece. En su interior se encuentra una pareja un tanto peculiar que lo tratará como un invitado más. Acepta la invitación para poder escabullirse de que llamen a la policía. Lo que Dante no sabe es que esta decisión le hará ir por un camino lleno de misterio, terror y afán por sobrevivir.

## Reparto
| Intérprete          | Personaje     |
| Juan Diego Botto    | Saeta         |
| Jan Cornet          | Dante         |
| Sheila Ponce        | Ingrid        |
| Elisa Matilla       | La cartera    |
| Ana Álvarez         | Policía       |
| Miriam de la Fuente | Policía       |
| Pedro Martínez      | Cruz          |
| Ana Belén Jiménez   | Mujer de Cruz |

## Producción

#### Preproducción
El proyecto de Rocambola comenzó en 2018, cuando el director Juanra Fernández comenzó a desarrollar el guion. Como cuenta Fernández, el título de Rocambola está inspirado en el personaje literario creado por el novelista francés del siglo XIX Ponson du Terrail, Rocambola. Este personaje novelístico se trata de un ladrón de guante blanco, su nombre en el guion se utiliza como expresión castellanizada para Dante al expresar sus logros.
Desde el principio, Juan Fernández quiso que Rocambola fuera un proyecto que se rodará en Castilla-La Mancha, contratando gran parte del equipo artístico y técnico de origen manchego. El objetivo ha sido hacer un “guiño” a la región, a toda la gente de Cuenca que trabaja en el sector, a sus potencialidades y a la capacidad del séptimo arte para generar empleo. Así, han participado en la producción de la película un total de 60 personas.
El casting de la película comenzó en 2019, el reparto siendo constituido por Juan Diego Botto (conocido por Martín Hache y Vete de mí) y Jan Cornet (ganador del Goya por La piel que habito) en los papeles principales. El tercer vértice del triángulo es la actriz y cantante Sheila Ponce, que aparece en casi la totalidad de la filmografía del cineasta, y, en breves papeles, las actrices Elisa Mantilla y Ana Álvarez.

#### Localización
El rodaje de la película transcurrió principalmente en una sola localización, una vieja casa vacía en las inmediaciones de la hoz del Huécar, en las cercanías de la ciudad de Cuenca. El guion original debió ser modificado de forma que pudiera adaptarse al lugar. La casa presentaba una composición natural laberíntica, lo que facilitó la adaptación de la trama a la estructura. El equipo de dirección artística tuvo que improvisar algunos paneles y pocos elementos decorativos externos para configurar el ambiente necesario. La casa y su entorno se convierten también en protagonistas de la historia. Durante las semanas de duración del rodaje, el equipo artístico convivió con las familias propietarias del terreno.
Aunque el rodaje se centra en este espacio, también aparecerán planos del Casco Antiguo, el puente San Pablo y el recinto amurallado de la ciudad de Toledo.

#### Rodaje
Según Juan Ramón, el rodaje transcurrió de forma rápida y dinámica. Algunos incidentes ocurridos tuvieron relación con la “propia naturaleza” de la región.
Unos días antes del rodaje de la escena de la huida de Sheila a través del río Huécar, este último se secó por completo. Y no podíamos trasladar el rodaje a otro afluente pues se notaría la gran diferencia paisajística además de la necesidad de incluir en la toma el puente de piedra que daba acceso a la casa. El equipo de producción intentó buscar soluciones contactando bomberos y empresas de camiones cisterna, sin embargo, no fue posible debido a la imposibilidad de hacer llegar un vehículo de ese tamaño a la zona. Los encargados de la dirección artística se decidieron a rellenar el río de forma manual, Como cuenta Juanra “tras horas y más horas de trabajo con cubos, mangueras y tras la construcción de una pequeña presa, consiguieron la profundidad suficiente para rodar la escena”.
En otra ocasión, se presentó una plaga de avispas que afectó al equipo de producción y en especial al ayudante de dirección, Falele Ygueravide. Este tuvo que ser trasladado al hospital en una ocasión y en otra, fue atendido en el set por un médico que le administró adrenalina. A pesar de esto, el rodaje continuó sin interrupciones incluso con la presencia de las avispas.
Juanra cuenta una improvisación durante el primer día de rodaje en Toledo con la segunda unidad, “durante la filmación, un autobús de turistas japoneses desembarcó junto al equipo y los nipones recién llegados, al ver el despliegue mediático, confundieron al actor con un cantante real, olvidándose de las vistas de Toledo para fotografiarse junto al que creían un ilustre artista. La naturalidad del momento hizo que la situación se incluyese en la escena televisiva que se ve en la película”.

## Presupuesto
Subvención Impulsa CLM 49,500.00€

## Director
Juanra Fernández es un director de cine y televisión español, nacido en Cuenca en 1970. Además, es profesor de la Universidad de Castilla-La Mancha, en el grado de Comunicación Audiovisual.
Inició su carrera cinematográfica en la Facultad de Bellas Artes de Cuenca, allí estudió y trabajó en varios proyectos conjuntos. Posteriormente, realizó diferentes cursos de guion cinematográfico en Madrid y de dirección cinematográfica en la Université du Québec à Montréal (UQAM), Canadá. A su formación profesional también se le añade un máster en 'Experto en dirección cinematográfica' en la Universidad Camilo José Cela, Madrid.
Los primeros trabajos de su carrera fueron como realizador de televisión en diferentes programas y series, como "Smonka!" y "El informal".
Ha filmado varios cortometrajes como “El puente”, “Con tan sólo un beso”, “Misericordiam Tuam”, “Ubi Sum”, “Un instante” o “La Cena”. En cuanto a largometrajes, ha realizado obras como “Para Elisa” y “De púrpura y escarlata”.
En el ámbito literario tiene publicadas tres novelas como: “Quinto”, “Más allá del Elíseo” (la cual posee un premio Nacional de novela histórica) y “Yo maté a Cristo”. En el mundo del cómic ha escrito la serie “Gloria Victis”, la cual está publicada en varios países.
En 2019, dirigió y escribió la película "Rocambola", protagonizada por actores de gran prestigió como Juan Diego Botto y Jan Cornet.
Además de su labor como director, Juanra Fernández ha trabajado como guionista y actor en algunas de las producciones en las que ha participado. En 2019, fue galardonado con el Premio Feroz al Mejor Director por "Jefe".

## Equipo técnico
Producida por:
- Marcianetes SL- B16341109

- Benito Córdoba (Productor ejecutivo)
- Enrique del Pozo (Productor)
- Juanra Fernández (Productor)
- Juan Miguel Morante (Productor)
- José Luis Muñoz (Productor)
- María Ángeles del Pozo (Productor)

Música hecha por:
- Pedro Pavo Morante Calleja
- Tórtel

Cinematografía por:
- Juan Miguel Morante

Película editada por:
- Juan Miguel Morante

Diseño de vestuario por:
- Ana del Pozo

Maquillaje:
- Eva Bueno

Departamento de sonido:
- Iñaki Martínez

Cámaras y departamento eléctrico:
- Alfredo Suárez Pana (Primer asistente de cámara)
- Saúl Valverde (Fotógrafo)

## Estreno
Según Juanra Fernández, el estreno mundial de Rocambola tuvo lugar en el Festival Internacional de Cine de Bombay “Moonwhite Films International Film Festival”, unas semanas antes de ganar el premio a Mejor Película Extranjera.  Su recorrido internacional tiene también mucho que ver con el hecho de que no pudiera presentarse, por estar fuera de plazo, en festivales españoles como el de Sitges.
Fernández expresa su opinión sobre el éxito de los thriller españoles en el extranjero. Opina que este género “funciona mucho mejor” en los mercados internacionales de Asia, Centroamérica y Latinoamérica que en España. “Por datos de taquilla, en España parece que gusta más la comedia. A lo mejor preferimos reír que sufrir, pero lo cierto es que ha habido taquillazos de películas españolas de este género en otros países que aquí no tuvieron una afluencia masiva”.
La película fue estrenada poco después de su recorrido en festivales en la plataforma digital Filmin.

## Premios y nominaciones
- BUENOS AIRES ROJO SANGRE- Sección oficial
- MOONWHTE FILMS INTERNATIONAL FILM FESTIVAL-Mejor película 2019
- LUZ DEL DESIERTO- Sección oficial Argentina 2019
- FILM INFEST NYC- Mejor Película 2019

- INDIAN CINE FILM FESTIVAL- Mención Especial 2019

- ROCK HORROR IN RIO FILM FESTIVAL- Sección oficial
- MAFIC- Mejor película 2019
- SITGES BRIGADOON- Sección imagen D.E.A.T.H 2022

## Recepción y críticas
| CRÍTICAS DE ROCAMBOLA |              |        |        |        |                      |                      |        |        |        |
| FILMAFFINITY          | FILMAFFINITY | 4/10   | 4/10   | 4/10   |                      |                      |        |        |        |
| FILMAFFINITY          | FILMAFFINITY | 4/10   | 4/10   | 4/10   | LOS INTERROGANTES    | LOS INTERROGANTES    | 4/10   | 4/10   | 4/10   |
| CINEMAGAVIA           | CINEMAGAVIA  | 62%    | 62%    | 62%    | LOS INTERROGANTES    | LOS INTERROGANTES    | 4/10   | 4/10   | 4/10   |
| CINEMAGAVIA           | CINEMAGAVIA  | 62%    | 62%    | 62%    | Cinéfilos frustrados | Cinéfilos frustrados | 7/10   | 7/10   | 7/10   |
| 20 MINUTOS            | 20 MINUTOS   | 3,5/5  | 3,5/5  | 3,5/5  | Cinéfilos frustrados | Cinéfilos frustrados | 7/10   | 7/10   | 7/10   |
| 20 MINUTOS            | 20 MINUTOS   | 3,5/5  | 3,5/5  | 3,5/5  | EL SPOILER           | EL SPOILER           | 5,5/10 | 5,5/10 | 5,5/10 |
| FILMIN                | FILMIN       | 5,3/10 | 5,3/10 | 5,3/10 | EL SPOILER           | EL SPOILER           | 5,5/10 | 5,5/10 | 5,5/10 |

- QUIM CASAS EL PERIODICO “Al filme le sobrepasan en varios momentos sus estrategias demasiado evidentes de guión. Sorprender al espectador con quiebros y requiebros esperados. Pero posee una cierta atmósfera –sobre todo en los primeros 10 minutos, ese largo paseo del ladrón por las estancias de la casa en apariencia abandonada–, y que el protagonista se llame Dante nos lleva hasta los distintos cantos de 'La divina comedia'.“[3]

- BORJA DÍAZ, LOS INTERROGANTES: “Por lo tanto, la película Rocambola no es la nueva gran propuesta del cine español. ¿Es algo diferente e inusual? Sí, lo cual es de agradecer. Sin embargo, esa segunda parte mencionada estropea la sensación final con la que uno se queda.”[4]

- SERGIO F. PINILLA, 20 MINUTOS[5] “Un film tan eficaz como modesto, deudor de clásicos contemporáneos del subgénero, como La habitación del pánico o No respires, pero con singularidades que hacen bastante recomendable su visionado.”

## REFERENCIAS
1. ↑  Rocambola (2018), consultado el 18 de mayo de 2023.
2. ↑  Yagritos (4 de junio de 2020). «Crítica de Rocambola [2019] (Filmin): Codicia y Muerte». Cinéfilos Frustrados. Consultado el 18 de mayo de 2023.
3. ↑  Casas, Quim (4 de junio de 2020). «CRÍTICA | 'Rocambola', una divina comedia». elperiodico. Consultado el 18 de mayo de 2023.
4. ↑  Díaz, Borja (18 de junio de 2020). «Rocambola. Crítica de la película». Los Interrogantes. Consultado el 18 de mayo de 2023.
5. ↑  Cinemanía (5 de junio de 2020). «Rocambola». Cinemanía. Consultado el 18 de mayo de 2023.

- Datos: Q118646072